# Ponet-et-Saint-Auban
Ponet-et-Saint-Auban é uma comuna francesa na região administrativa de Auvérnia-Ródano-Alpes, no departamento de Drôme. Estende-se por uma área de 13,21 km². Em 2010 a comuna tinha 130 habitantes (densidade: 9,8 hab./km²).